# Olgierd Zienkiewicz
Olgierd Cecil Zienkiewicz (nacido en Caterham, Inglaterra el 18 de mayo de 1921, de origen polaco; muertó el 2 de enero de 2009) fue una autoridad mundialmente reconocida en el ámbito de los métodos numéricos y sus aplicaciones en ciencia y tecnología. Obtuvo su doctorado en el Imperial College de Londres.
Durante 30 años dirigió el Civil Engineering Department de la University of Wales Swansea (País de Gales, Reino Unido), convirtiéndolo en uno de los centros más prestigiosos del mundo en el desarrollo del método de los elementos finitos. Sus cualidades científicas, así como su espíritu emprendedor, le permitieron crear una comunidad investigadora en métodos numéricos de primer nivel a lo largo de todo el mundo. 

## El método de los elementos finitos
Las ideas básicas de este método se originaron en avances en el análisis estructural de la industria aeronáutica en la década de los 50. En la década de los 60 el método fue generalizado para la solución aproximada de problemas de análisis de tensión, dinámica de fluidos y transferencia de calor. El primer libro sobre elementos finitos fue publicado en 1967 por Zienkiewicz y Cheung. 
En la década de los 70 el método fue extendido al análisis de problemas no lineales de la mecánica del continuo. Hoy el método permite resolver prácticamente cualquier situación física que pueda formularse mediante un sistema de ecuaciones diferenciales.
En sus principios el método de los elementos finitos no llegó masivamente a la práctica de la ingeniería debido a la no disponibilidad de computadoras en los estudios de ingeniería y al requisito de conocimientos profundos no solamente de la técnica y de los modelos matemáticos pertinentes sino también de programación computacional. Actualmente, la situación es completamente diferente, ya que las modernas computadoras personales soportan sin inconvenientes poderosos programas de propósito general de fácil utilización.

## Libros
Su principal libro es El método de los elemento finitos, con R. L. Taylor, ahora en su sexta edición, que ha sido traducido a 13 idiomas, entre ellos el castellano, y que es considerado la biblia de esta familia de métodos numéricos.
Otros libros interesantes son:
- Zienkiewicz y Cheung;, The Finite Element Method in Structural and Continuum Mechanics”, 1967
- Stagg y Zienkiewicz; "Mecánica de las rocas", 1970

También es autor de más de 480 publicaciones científicas sobre diferentes aspectos relacionados con los métodos numéricos y en particular sobre el Método de los Elementos Finitos.

## Reconocimiento académico
- Miembro de la Real Sociedad y Real Academia de la Ciencias y la Ingeniería del Reino Unido
- Miembro de la Academia de la Ingeniería de los EE. UU.
- Miembro de la Academia de las Ciencias de Polonia
- Miembro de la Academia de las Ciencias de Italia
- Miembro de la Academia de las Ciencias de China
- Catedrático UNESCO de Métodos Numéricos en Ingeniería de la Universidad Politécnica de Cataluña.
- Medalla de la Reina Isabel II de Inglaterra
- Medalla Gauss de la Academia de las Ciencias de Alemania
- Medalla de las siguientes sociedades profesionales:
- Sociedad Americana de Ingenieros Civiles (ASCE)
- Instituto de Ingenieros Civiles del Reino Unido
- Sociedad Americana de Ingenieros Mecánicos (ASME)
- Instituto de Ingenieros de Estructuras del Reino Unido
- Instituto de Matemáticos del Reino Unido

Es asimismo fundador y primer presidente de la International Association for Computational Mechanics (IACM) y posee doctorado honoris causa de 18 Universidades en todo el mundo.
- Datos: Q518142